# Рыцарь дорог (фильм, 2008)
«Рыцарь дорог» (англ. Knight Rider) — американский телевизионный фильм, являющийся пилотным эпизодом одноимённого сериала. Сериал является продолжением популярного американского телесериала 1980-х годов «Рыцарь дорог». Первая серия являлась пилотной, но показала высокие рейтинги и сериал решили продолжить. Премьера первого сезона назначена на 24 сентября.
Был закрыт после 1 сезона

## Сюжет
Отряд наёмников проникает в дом изобретателя Чарльза Грэймана с целью похитить жёсткие диски с его разработками. В доме Чарльза преступники увидели К.I.Т. Т.'а (названного уже Knight Industries Three Thousand). Считая, что убили Чарльза, они пытаются приблизиться к автомобилю, но неожиданно машина срывается с места и уезжает, выполняя заложенную в неё создателем программу: защитить дочь Чарльза, 24-летнюю Сару Грэйман, доктора физики в Стенфордском Университете; а также найти друга детства Сары — Майка Трэйсера, 23-летнего бывшего армейца, служившего в Ираке и являющегося сыном Майкла Найта, предыдущего водителя K.I.T.T. Майк соглашается помочь и они с Сарой возвращаются к месту преступления.

## В ролях
- Джастин Брюнинг — Майк Трейсер
- Дианна Руссо — Сара Грэйман
- Брюс Дэвисон — Чарльз Грэйман (отец Сары)
- Сидни Тамайа Пуатье — Кэрри Ривай (агент ФБР)
- Вэл Килмер — K.I.T.T. (голос)
- Дэвид Хассельхофф — Майкл Найт
- Сьюзан Гибни — Дженнифер Трэйсер (мать Майка)